# ステッラ
ステッラ(伊: Stella)は、イタリア共和国リグーリア州サヴォーナ県にある、人口約3,000人の基礎自治体（コムーネ）。
ここはイタリア共和国大統領のサンドロ・ペルティーニの生地である。

## 地理

### 位置・広がり

#### 隣接コムーネ
隣接するコムーネは以下の通り。
- アルビソーラ・スペリオーレ
- チェッレ・リーグレ
- ポンティンヴレーア
- サッセッロ
- ヴァラッツェ

### 地震分類
イタリアの地震リスク階級 (it) では、4 に分類される
。

## 行政

### 分離集落
ステッラには、以下の分離集落（フラツィオーネ）がある。
- Gameragna, San Bernardo, San Giovanni (sede comunale), Santa Giustina, San Martino, Teglia